# 第34回ベルリン国際映画祭
第34回ベルリン国際映画祭は1984年2月17日から28日まで開催された。

## 概要
25本の長編と14本の短編がコンペティション部門に出品された。ドイツ映画が多い中、アメリカ映画『ラヴ・ストリームス』が金熊賞を受賞した。
1984年のベルリン国際映画祭は、ドイツの内務省からの干渉のために政治的な内容の作品が上映禁止になりそうになるなど、映画祭事務局と政治体制との対立が明らかになった年でもあった。()
レトロスペクティブ部門では多くのエルンスト・ルビッチ作品が上映された。

## 受賞
- 金熊賞：『ラヴ・ストリームス』(ジョン・カサヴェテス)
- 銀熊賞
  - 審査員特別賞：『No habra mas penas ni olvido』 (ヘクター・オリヴェラ)
  - 監督賞：エットーレ・スコラ (『ル・バル』)
  - 男優賞：アルバート・フィニー (『ドレッサー』)
  - 女優賞：インナ・チュリコワ (『ワッサ』)

## 上映作品

### コンペティション部門
長編映画のみ記載。アルファベット順。邦題がついていない場合は原題の下に英題。
| 題名 原題                                                     | 監督                       | 製作国                                  |
| ------------------------------------------------------------- | -------------------------- | --------------------------------------- |
| Akelarre                                                      | ペドロ・オレア             | スペイン                                |
| Ah Ying                                                       | アレン・フォン             | イギリス領香港                          |
| チャンピオンズ Champions                                      | ジョン・アーヴィン         | イギリス                                |
| クラッカーズ/警報システムを突破せよ! Crackers                 | ルイ・マル                 | アメリカ合衆国                          |
| スペースノア Das Arche Noah Prinzip                           | ローランド・エメリッヒ     | 西ドイツ                                |
| Das Autogramm (The Autograph)                                 | ペーター・リリエンタール   | 西ドイツ フランス                       |
| De Stille Oceaan (The Silent Pacific)                         | Digna Sinke                | ベルギー オランダ                       |
| Flirt                                                         | ロベルト・ルッソ           | イタリア                                |
| アメリカ Klassenverhältnisse                                  | ストローブ＝ユイレ         | 西ドイツ フランス                       |
| Könnyü testi sértés (Tight Quarters)                          | ジョアジ・ソミアス         | ハンガリー                              |
| ル・バル Le Bal                                               | エットーレ・スコラ         | イタリア フランス アルジェリア          |
| Les voleurs de la nuit (Thieves After Dark)                   | サミュエル・フラー         | フランス                                |
| ラヴ・ストリームス Love Stream                                | ジョン・カサヴェテス       | アメリカ合衆国                          |
| Mann ohne Gedächtnis (Man Without Memory)                     | Kurt Gloor                 | スイス 西ドイツ                         |
| 青春の殺意 Morgen in Alabama                                  | ノルベルト・キュッケルマン | 西ドイツ                                |
| 南極物語                                                      | 蔵原惟繕                   | 日本                                    |
| No habra mas penas ni olvido (Funny Dirty Little War)         | ヘクター・オリヴェラ       | アルゼンチン                            |
| Ρεμπέτικο (Rembetiko)                                         | コスタ・フェリス           | ギリシャ                                |
| Skønheden og udyret (Beauty and the Beast)                    | ニルス・マルムロス         | デンマーク                              |
| スター80 Star 80                                              | ボブ・フォッシー           | アメリカ合衆国                          |
| ドレッサー The Dresser                                        | ピーター・イエーツ         | イギリス                                |
| Военно-полевой роман (Woenno-polewoj roman, War-Time Romance) | Pjotr Todorowskij          | ソビエト連邦                            |
| Xue, zong shi re de                                           | Wen Yan                    | 中国                                    |
| 愛の記念に À nos amours                                       | モーリス・ピアラ           | フランス                                |
| Ärztinnen (Women Doctors)                                     | ホルスト・ゼーマン         | 東ドイツ 西ドイツ · スウェーデン スイス |

### コンペティション外
- 愛と追憶の日々 – ジェームズ・L・ブルックス (アメリカ)
- テスタメント – リン・リットマン (アメリカ)
- 吸血鬼ノスフェラトゥ – F・W・ムルナウ (ドイツ)
- MARLENE/マレーネ – マクシミリアン・シェル (西ドイツ)
- El Senor Galíndez – ロドルフォ・クーン (スペイン)
- Rue Barbare – ジル・ベア (フランス)
- Wanderkrebs – ヘルベルト・アハテルンブッシュ (西ドイツ)

## 日本映画
コンペティション部門に蔵原惟繕の『南極物語』が出品された。
また、フォーラム部門で山川直人の『ビハインド』、手塚眞の『MOMENT』、小川紳介の『ニッポン国 古屋敷村』が上映された。

## 審査員
- リヴ・ウルマン (スウェーデン/女優)
- エドワード・ベネット (イギリス/監督)
- ジュールズ・ダッシン (フランス/監督)
- ジャニーン・メーアアプフェル (西ドイツ/監督)
- ラナ・ゴゴベリーゼ (ソ連/監督)
- トゥリオ・ケツィク (イタリア/脚本家・プロデューサー)
- ステファン・クッチェンリッター (西ドイツ/プロデューサー)
- アドルフ・ヴィエッツィ (フランス/プロデューサー)
- ケヴィン・トーマス (アメリカ/批評家)
- マリオ・バルガス・リョサ (ペルー/作家)
- Manuela Cernat-Gheorghiu (ブルガリア/)